# James Hutton
James Hutton, škotski kemik, geolog in meteorolog, * 3. junij 1726, Edinburgh, Škotska, † 26. marec 1797, Edinburgh.
Huttna mnogi smatrajo za očeta sodobne geologije. Znan je po opredelitvi uniformitarianizma in plutonizmu.
Hutton je hodil na Kraljevo gimnazijo (RHC). Izbral je pravo in medicino. Začela ga je zanimati porajajoča znanost geologija. Med delom v Berwickshireu kot »olikani kmet« je z različnimi zamislimi poskušal pojasniti nastanek kamnin. nato je študiral na Univerzi v Edinburghu. V tem času sta tam študirala tudi John Playfair in Joseph Black. Hutton je bil dober prijatelj Davida Humea in Adama Smitha.